# إمرابطن (إزعومن)
إمرابطن هو دُوَّار يقع بجماعة تازاغين، إقليم الدريوش، جهة الشرق في المملكة المغربية. ينتمي الدوّار لمشيخة إزعومن التي تضم 21 دوار. يقدر عدد سكانه بـ 41 نسمة حسب الإحصاء الرسمي للسكان والسكنى لسنة 2004.

## روابط خارجية
- البوابة الوطنية للجماعات الترابية
- المندوبية السامية للتخطيط